# Brabantsche Olijfberg

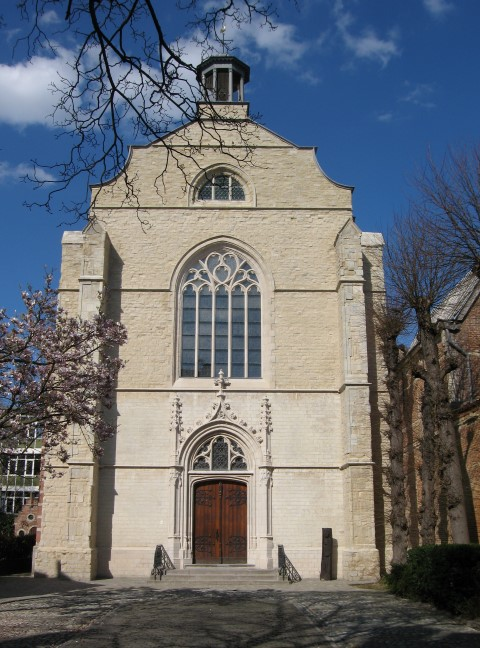
Die Fassade der Kirche

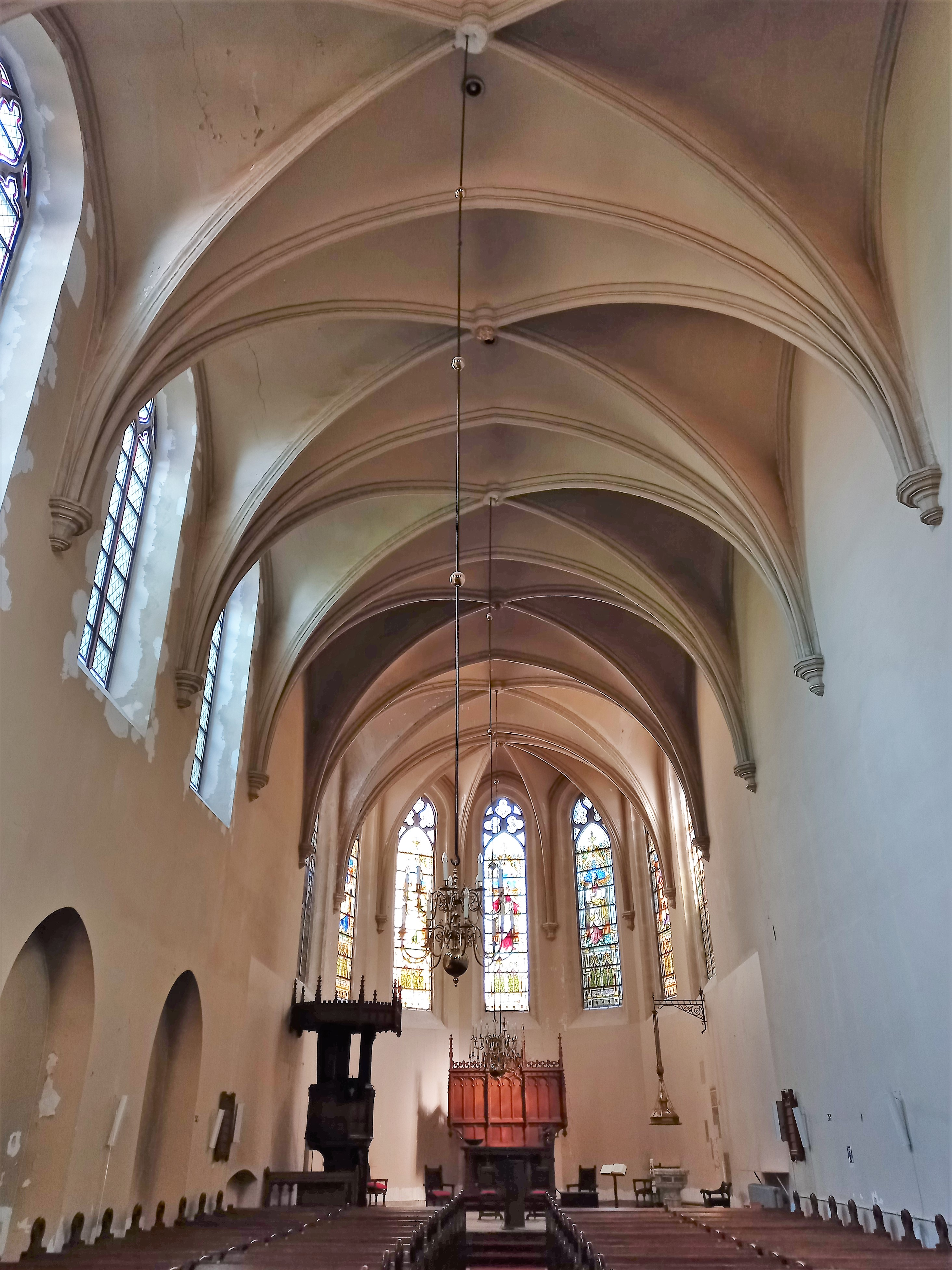
Blick durch das Langhaus Richtung Altar

Die Kirche Brabantsche Olijfberg (deutsch Brabanter Ölberg) (auch: Annonciadenkerk und Protestantse Kerk) ist ein Kirchengebäude der Vereinigten Protestantischen Kirche von Belgien in Antwerpen in Belgien. Die früher Klosterkirche der Annuntiatinnen steht mit erhaltenen Klostergebäuden aus dem 17. Jahrhundert unter Denkmalschutz.

## Geschichte
Annuntiatinnenschwestern aus Löwen ließen sich im Jahr 1608 in Antwerpen nieder. Sie erwarben 1609 ein Grundstück an der Ecke Lange Winkelstraat und Kleine Kauwenberg. 1614 legte Bischof Johannes Malderus im Beisein von Albrecht von Habsburg und Isabella von Spanien den Grundstein für das Kloster und am 26. August 1615 für die Kirche. Die 1620 fertiggestellte nachgotische Kirche enthielt ursprünglich eine Schwesternempore, getragen von einer doppelten Reihe von zwölf Säulen.
Nach der Aufhebung des Klosterordens durch Joseph II. im Jahr 1784 diente die Kirche zunächst als Pferdestall und während der französischen Besetzung als Militärbäckerei. Die nicht öffentlich verkauften Teile des Klosters beherbergten eine Kaserne und ein Lazarett. Im Jahr 1798 zerstörte ein Brand den Turm und das Dach der Kirche.
Die frühere Klosterkirche wurde 1819 von König Wilhelm I. der protestantischen Gemeinde überlassen und restauriert, dabei wurden Emporen eingezogen. Die 1616 vom Wanderglockengießer Gregorius Herendorf aus Halle (Saale) gefertigte Glocke der Zitadelle wurde 1820 im neuen Glockenturm aufgehängt. Die Einweihung der Kirche durch den Prediger C.P. Winckel fand am 1. Juni 1821 statt.
Im Jahr 1901 wurde der Architekt Frans Van Dijk auf Initiative der deutschen evangelischen Gemeinde mit der Restaurierung der Kirche beauftragt. Der Entwurf wurde 1903 von der königlichen Kommission für Monumente genehmigt und 1905 für eine öffentliche Ausschreibung zugelassen. Die Arbeiten fanden zwischen 1905 und 1907 statt und umfassten die Entfernung der Emporen, die Freilegung der Chorfenster, den Bau eines Dachgeschosses mit Wendeltreppe an der Westseite, den Anbau eines neuen Portals und die Erhöhung der Sakristei um ein Stockwerk. Darüber hinaus erhielt die Kirche eine neue Innenausstattung mit Mosaikboden, neugotischem Altar, Taufstein, Kanzel, Kirchenbänken und eine neue Orgel von Walcker. Die Buntglasfenster des Ateliers Hochreiter & Geyer aus dem Stadtteil Zurenborg wurden von deutschen Familien gestiftet. Nach der Fassadenrestaurierung um 1975 wurde die Kirche zwischen 2014 und 2018 einer umfassenden Restaurierung unterzogen.